# El Bonanza
El Bonanza är en ort i Mexiko.   Den ligger i kommunen Jojutla och delstaten Morelos, i den sydöstra delen av landet, 90 km söder om huvudstaden Mexico City. El Bonanza ligger 931 meter över havet och antalet invånare är 227.
Terrängen runt El Bonanza är platt åt nordväst, men åt sydost är den kuperad. Runt El Bonanza är det tätbefolkat, med 319 invånare per kvadratkilometer. Närmaste större samhälle är Zacatepec, 5,8 km norr om El Bonanza. I omgivningarna runt El Bonanza växer huvudsakligen savannskog.